# Rajat Chauhan
Pour les articles homonymes, voir Chauhan.
Rajat Chauhan (né le 30 décembre 1994) est un archer indien.

## Biographie
Chauhan remporte son premier podium mondial lorsqu'il remporte le bronze dans la catégorie de moins de 21 ans dans les championnats du monde de 2013 à Wuxi. Cette même année, il remporte sa première médaille en coupe du monde. Il s'agit d'une médaille d'argent à l'épreuve par équipe mixte dans l'étape de Antalya. En 2015, il remporte pour la première fois une médaille aux championnats du monde sénior alors qu'il remporte l'argent à la compétition individuelle homme aux championnats du monde de tir à l'arc 2015 à Copenhague. En 2015 également, il monte pour la première fois sur le podium des championnats d'Asie avec l'or à l'épreuve par équipe homme et individuelle homme.

## Palmarès
- Championnats du monde[1]
  -  Médaille de bronze à l'épreuve par équipe homme aux championnats du monde junior de 2013 à Wuxi dans la catégorie moins de 21 ans.
  -  Médaille d'argent à l'épreuve individuelle homme aux championnats du monde junior de 2013 à Wuxi dans la catégorie moins de 21 ans.
  -  Médaille d'argent à l'épreuve individuelle homme aux championnats du monde de 2015 à Copenhague.

- Coupe du monde[1]
  -  Médaille d'or à l'épreuve par équipe mixte à la coupe du monde 2013 de Antalya.
  -  Médaille de bronze à l'épreuve par équipe homme à la coupe du monde 2013 de Medellín.
  -  Médaille d'or à l'épreuve individuelle homme à la coupe du monde 2014 de Antalya.
  -  Médaille de bronze à l'épreuve par équipe homme à la coupe du monde 2015 de Shanghai.

- Championnats d'Asie[1]
  -  Médaille d'or à l'épreuve par équipe homme aux championnats d'Asie de 2015 à Bangkok.
  -  Médaille d'or à l'épreuve individuelle homme aux championnats d'Asie de 2015 à Bangkok.
  -  Médaille d'argent à l'épreuve par équipe homme aux championnats d'Asie de 2017 à Dhaka.